# Rahlstedter SC
Der Rahlstedter SC ist ein Sportverein aus dem Hamburger Stadtteil Rahlstedt.

## Geschichte

### Die Anfänge 1905 bis 1945
Der Verein wurde als  FC Hansa von 1905 am 16. Juni 1905 gegründet.
Hansa 05 spielte in der damals noch eigenständigen preußischen Gemeinde Alt Rahlstedt. Die ersten Spiele mit provisorischen Torstangen fanden auf Wiesen an der Hohen Weide (heute Timmendorfer Straße 53° 36′ 15,5″ N, 10° 8′ 36,2″ O) statt.
Ab 1907 wurden die Spiele auf der Rennkoppel, dem späteren Hansa-Platz ausgetragen, welcher im Bereich der heutigen Eggersstraße lag.(53° 35′ 52,4″ N, 10° 9′ 18,4″ O). Das Gelände, auf dem bis 1906 noch Galopprennen stattgefunden hatten, wurde dem Verein von Willy Eggers, einem sportbegeisterten Rahlstedter Hotelier, zur Verfügung gestellt. Aus dieser Zeit stammt das rot-weiße Vereinswappen des FC Hansa, die Trikots waren vollständig weiß mit rotem Schnürkragen.

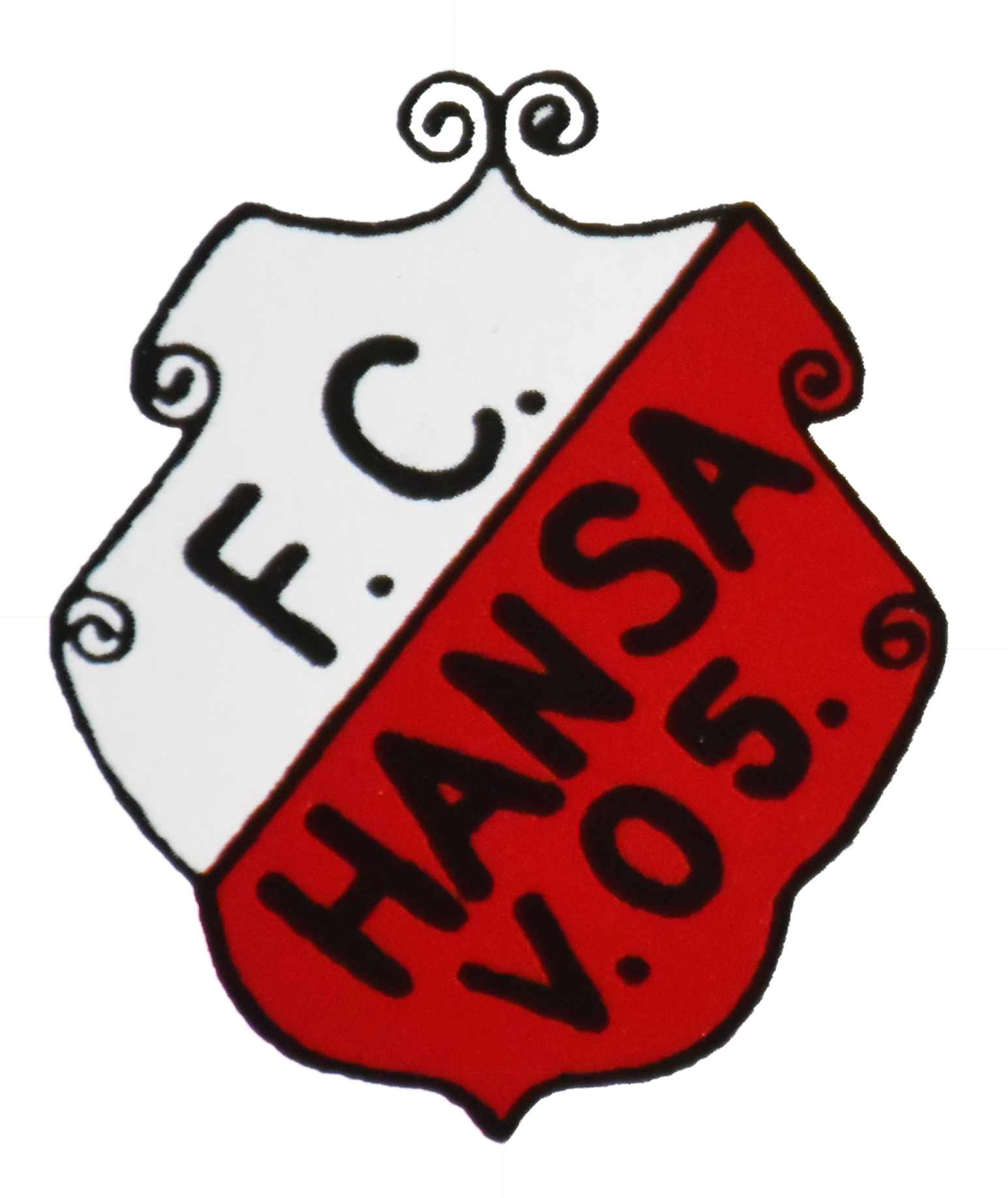
Logo des F.C. Hansa von 1905

Der Beitritt zum Norddeutschen Fußball-Verband erfolgte am 1. Januar 1911. Der FC Hansa spielte in diesem Jahr in der Spitzengruppe der 5a Klasse.
1914 erreichten die Männer ihren ersten Meistertitel in der 2. E-Klasse des Bezirks 3 des NFV. Im März dieses Jahres erschien auch erstmals eine Vereinszeitung.
Durch die Auswirkungen des Ersten Weltkrieges wurde der Spielbetrieb zunächst eingestellt und 1916 trat nur noch eine Jugendmannschaft an, die nach 12 gewonnenen von 14 Saisonspielen in der 1 C-Klasse Meister wurde. 1917 musste der Spielbetrieb dann erneut eingestellt werden. 26 Spieler von Hansa 05 überlebten den Krieg nicht. 1919 wurde der Spielbetrieb wieder aufgenommen und im Verein trainierten nun erstmals auch Leichtathleten. Ab dem 1. März 1919 war Hansa 05 ein eingetragener Verein. Die Mitgliederzahl lag bei etwa 200 und erhöhte sich im folgenden Jahr auf über 300 Mitglieder. Zu diesem Zeitpunkt war Hansa der größte Verein in Rahlstedt. Im Mai 1921 wurde ein Gedenkstein für die im Krieg gefallenen Vereinsmitglieder aufgestellt. Dieser Stein befindet sich heute wenige Meter entfernt vom Vereinsheim. (53° 35′ 58,1″ N, 10° 8′ 56,5″ O)

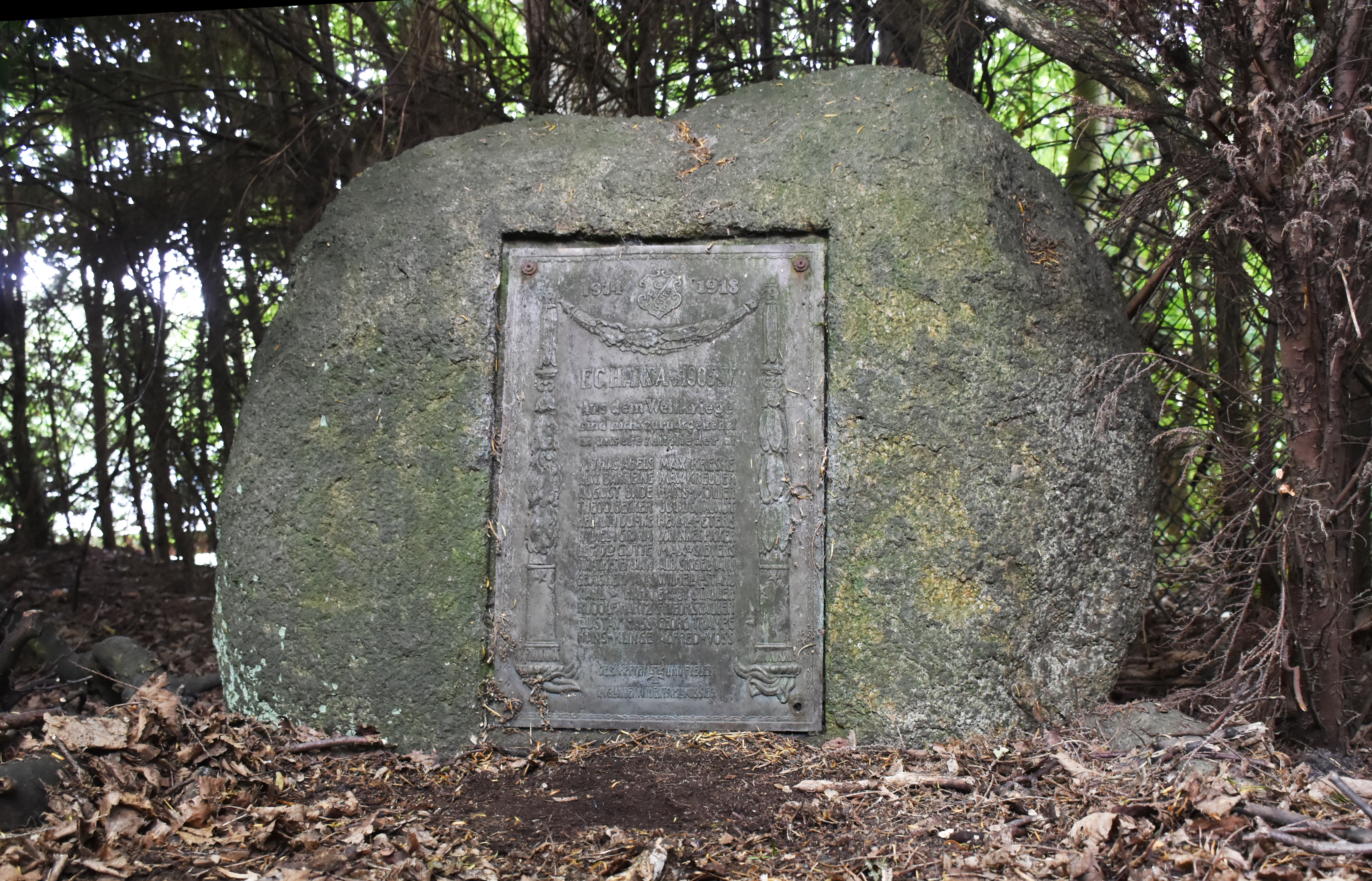
Gedenkstein von 1921 für die im Ersten Weltkrieg gefallenen Mitglieder des Hansa 05

1921 wurden auch die Trikotfarben neu festgelegt und sind seitdem weiß-blau-rot.
In den Folgejahren wandelte sich Hansa 05 vom Fußballclub zum breiter aufgestellten Sportverein. Anfang 1929 gab es neben Fußball auch eine Leichtathletik- und Gymnastikabteilung und es wurde Faustball, Handball und Tischtennis gespielt.
1937 wurde Rahlstedt durch das Groß-Hamburg-Gesetz zu einem Stadtteil von Hamburg und Hansa 05 zu einem Hamburger Sportverein.
1942 kam es kriegsbedingt erneut zu einer Einstellung des Spielbetriebes. Im Verlauf des Krieges fielen 38 Vereinsmitglieder, weitere blieben vermisst.

### Entwicklung nach 1945

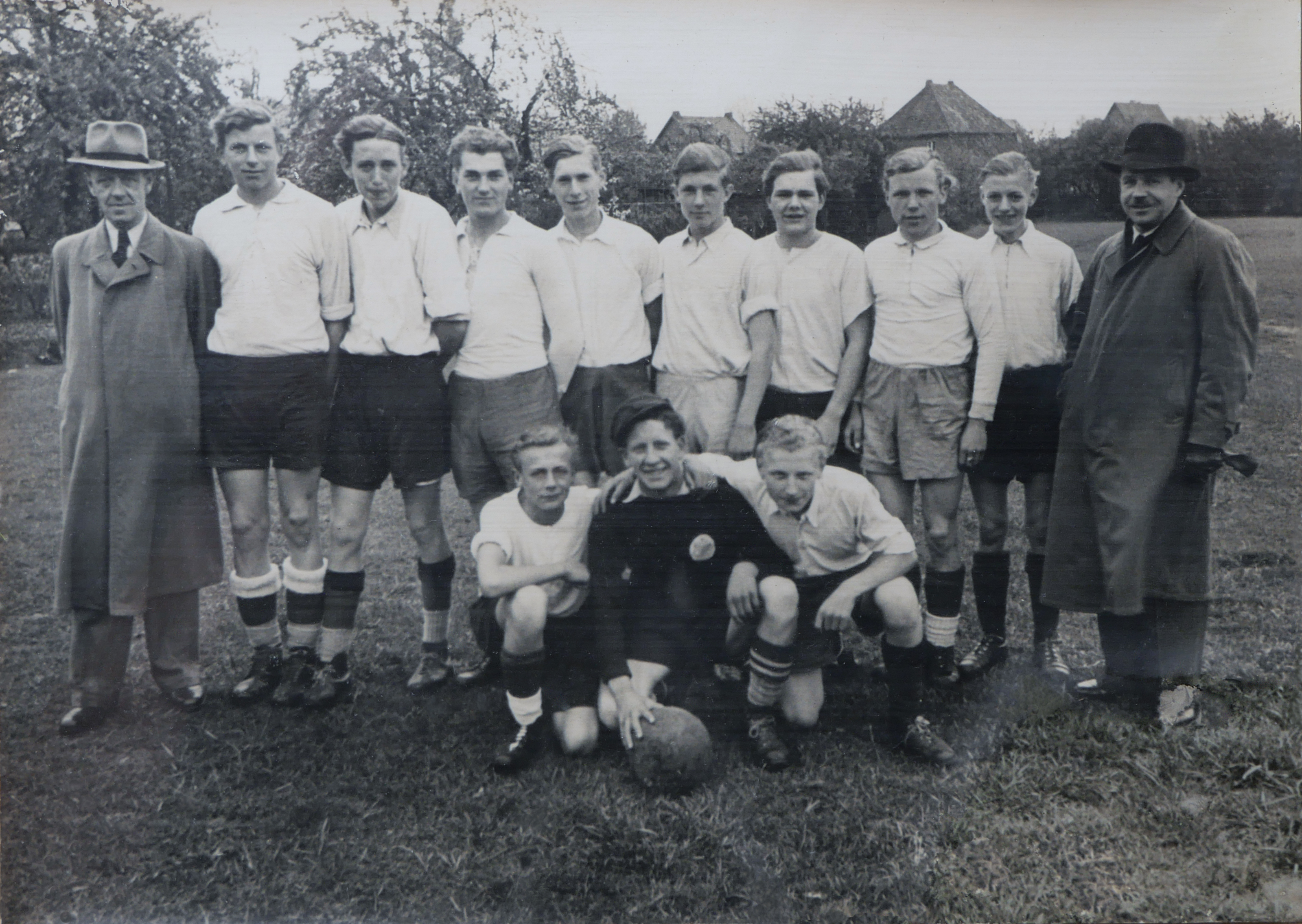
Meistermannschaft A-Jugend (Jungmannen) 1947/48

Der Spielbetrieb wurde am 11. Juni 1945 wieder aufgenommen. Hansa 05 spielte in der Saison 1945/46 zunächst zusammen mit 61 weiteren Hamburger Vereinen in der Qualifikation zur zukünftigen Hamburger Stadtliga. Diese Qualifikationsrunde endete im Dezember 1945 und Hansa wurde 6. der Gruppe E und damit in der A-Klasse (3. Leistungsstufe) eingruppiert. Im weiteren Saisonverlauf wurde Hansa dritter der 2. A-Klassengruppe. 1947 wurde das Team Meister in der 2. Gruppe der Hamburger A-Klasse und stieg in die 1. Klasse auf. Durch die gleichzeitige Einführung der Oberliga Nord blieb Hansa aber praktisch drittklassig. Der Verein hatte 1948 acht Herren- und 15 Jugendmannschaften und knapp 500 Mitglieder. Spielerisch blieb die erste Mannschaft bis zum Ende der 50er Jahre in der Bezirksklasse (entsprach der 3. Liga), stieg 1957 und 1958 aber jeweils ab und spielte für ein Jahr nur noch in der Kreisklasse. Dort gelang der sofortige Wiederaufstieg und in der Saison 1962/63 schaffte es Hansa sogar wieder in die Verbandsliga. 1963 wechselte der Spielort vom traditionellen Hansa-Sportplatz zum Jahn-Platz. Dieser Platz war von 1930 bis 1932 von Mitgliedern des AMTV Hamburg angelegt worden und befand sich auf dem Gelände des heutigen Rahlstedter Sportforums. Das Gelände wird bis in die Gegenwart von den Mitgliedern beider Vereine genutzt.

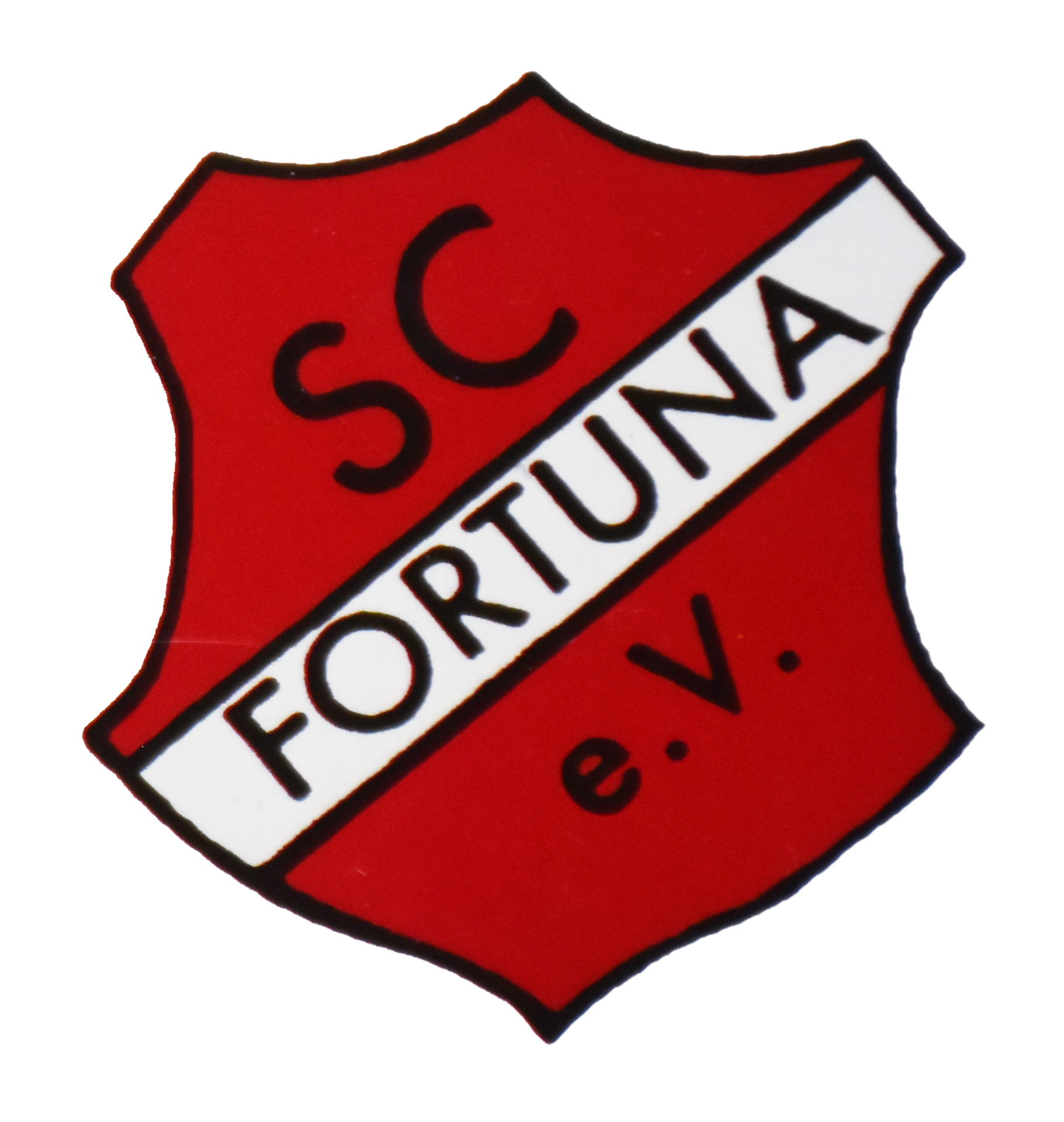
Logo des SC Fortuna

Am 1. Juni 1973 fusionierte Hansa 05 mit dem „SC Fortuna 1963 Hamburg“.
Der SC Fortuna spielte zuvor in einer unteren Fußballliga und wurde 1973 erstmals Meister in seiner Staffel, stieg durch die Fusion praktisch aber nicht mehr auf. Die Fortuna brachte rund 800 Mitglieder, neben Fußball auch in diversen anderen Sportarten, in den neuen Verein ein. Insgesamt waren nun etwa 1.350 Mitglieder im neu entstandenen Rahlstedter Sport-Club organisiert. 1976 wurde nach einjähriger Bauzeit das in Eigenleistung von Vereinsmitgliedern erbaute Clubhaus auf den Sportanlagen an der Scharbeutzer Straße errichtet. Im Jahr 2022 ist der Rahlstedter SC vorrangig ein Fußballverein mit 50 zum Spielbetrieb gemeldeten Mannschaften. Zusätzlich wird im Verein Tischtennis gespielt und es gibt eine 2024 gegründete Sparte für Darts.

### Frauenfußball
Im März 2001 wurde die erste Frauenfußballmannschaft im Rahlstedter SC gegründet und im Mai beim Hamburger Fußball-Verband zum Spielbetrieb angemeldet. Das Team spielte ab dem Folgejahr in der Frauen-Bezirksliga auf dem Großfeld. Nach einem fünften Platz in der Saison 2002/03 gelang in der Folgesaison mit dem 2. Platz der Aufstieg in die Landesliga (5. Liga). Die Mannschaft konnte sich dort aber nicht etablieren und stieg im Folgejahr ab. 2010/11 stieg das Team zunächst bis in die Kreisliga ab, konnte sich seit der Saison 2016/17 aber dauerhaft in der Bezirksliga Ost, diese entspricht der 6. Liga im Frauenfußball, etablieren.

### Pfingstturniere
1985 fand zu Pfingsten erstmals das durch den Rahlstedter SC ausgerichtete Jugendfußballturnier statt. Beteiligt waren dabei Mannschaften aus Dänemark, Schweden, Frankreich, Österreich, Taiwan und Südafrika. Nach einem weiteren Turnier mit internationaler Beteiligung wurde wegen der hohen finanziellen Aufwände entschieden, die Pfingstturniere zukünftig nur noch im nationalen Rahmen durchzuführen. Diese Turniere wurden zur Tradition und 2018 nahmen am 25. Jubiläumsturnier 130 Mannschaften teil. Das 27. Turnier konnte nach einer durch die COVID-19-Pandemie notwendigen, zweijährigen Unterbrechung 2022 wieder durchgeführt werden.

### Spielstätte

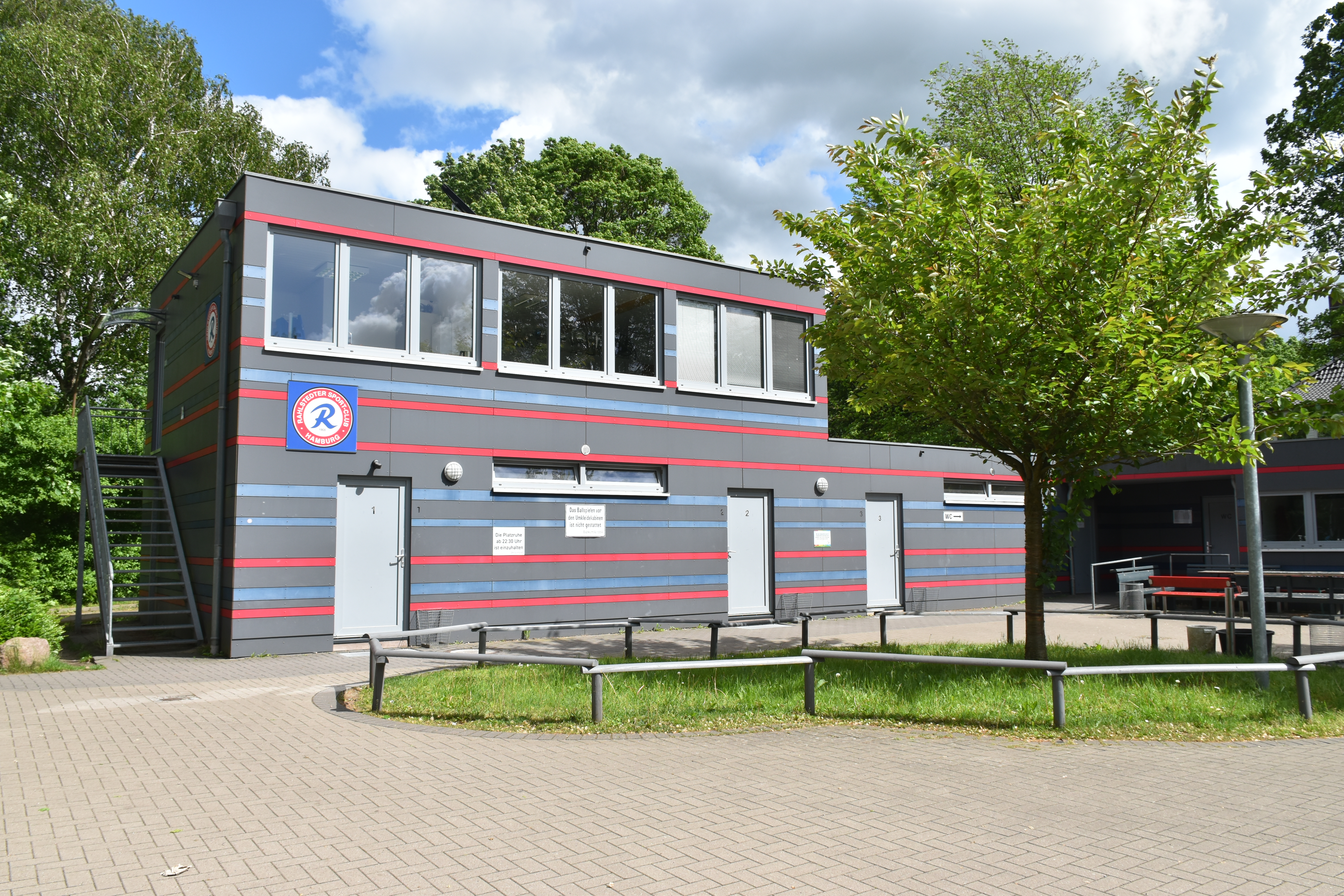
Geschäftsstelle und Umkleiden 2022

Die Heimspiele des Rahlstedter SC werden auf dem Gelände des Sportparks Rahlstedt ausgetragen. Es gibt dort zwei Kunstrasenplätze, einer davon mit Laufbahn und Flutlicht sowie einen Naturrasenplatz. Das Vereinsheim wird zurzeit (Stand 2022) umfassend saniert.

### Auszeichnungen
- Uwe Seeler-Förderpreis: 2013,[27] 2015[28]

### Ligazugehörigkeit und Platzierungen
| Saison  | Ligenniveau | Liga                                             | Platz | Tore | Punkte |
| ------- | ----------- | ------------------------------------------------ | ----- | ---- | ------ |
| 1945    | -           | Qualifikation zur Stadtliga Hamburg 1945 – Grp E | 06.   | -    | -      |
| 1945/46 | 3           | A-Klasse Hamburg                                 | 03.   | -    | -      |
| 1946/47 | 3           | A-Klasse Hamburg                                 | 01.   | -    | -      |
| 1947/48 | 3           | 1. Klasse Hamburg (Hansa)                        | 09.   | -    | -      |
| 1948/49 | 3           | 1. Klasse Hamburg (Hansa)                        | 06.   | -    | -      |
| 1949/50 | 3           | Bezirksklasse (Hansa)                            | 04.   | -    | -      |
| 1950/51 | 3           | Bezirksklasse (Alster)                           | 13.   | -    | -      |
| 1951/52 | 3           | Bezirksklasse (Alster)                           | 10.   | -    | -      |
| 1952/53 | 3           | Bezirksklasse (Alster)                           | 08.   | -    | -      |
| 1953/54 | 3           | Verbandsliga (Hammonia)                          | 04.   | -    | -      |
| 1954/55 | 3           | Verbandsliga (Hammonia)                          | 05.   | -    | -      |
| 1955/56 | 3           | Verbandsliga (Hammonia)                          | 11.   | -    | -      |
| 1956/57 | 3           | Verbandsliga (Hammonia)                          | 14.   | -    | -      |
| 1957/58 | 4           | Bezirksklasse Mitte                              | 12.   | -    | -      |
| 1958/59 | 5           | Kreisklasse Hamburg 3                            | 01.   | -    | -      |
| 1959/60 | 4           | Bezirksklasse Sachsenwald                        | 03.   | -    | -      |
| 1960/61 | 4           | Bezirksklasse Ost                                | 02.   | -    | -      |
| 1961/62 | 4           | Bezirksklasse Ost                                | 01.   | -    | -      |
| 1962/63 | 3           | Verbandsliga Hammonia                            | 14.   | -    | -      |
| 1963/64 | 4           | Bezirksklasse Ost                                | 2.    | -    | -      |

### Auf- und Abstiege 1965–2000 der 1. Herrenmannschaft
- 1969/70 Abstieg in die Bezirksliga[31]
- 1971/72 Aufstieg in die Verbandsliga
- 1974/75 Abstieg in die Bezirksliga
- 1975/76 Aufstieg in die Verbandsliga
- 1976/77 Abstieg in die Bezirksliga
- 1977 Durch Umstrukturierung der Staffeln spielt der RSC in der Kreisklasse
- 1979/80 Aufstieg in die Bezirksliga
- 1983/84 Aufstieg in die Landesliga
- 1985/86 Abstieg in die Bezirksliga
- 1988/89 Abstieg in die Kreisliga
- 1989/90 Aufstieg in die Bezirksliga
- 1993/94 Abstieg in die Kreisliga
- 1994/95 Aufstieg in die Bezirksliga

### Ligazugehörigkeit und Platzierungen der 1. Herren- und 1. Frauenmannschaften seit 2000
| Saison  | Ligenniveau | Liga                | Platz | Tore  | Punkte          |
| ------- | ----------- | ------------------- | ----- | ----- | --------------- |
| 2000/01 | 7           | Bezirksliga Ost     | 01.   | -     | -               |
| 2001/02 | 6           | Landesliga Hansa    | 06.   | -     | -               |
| 2002/03 | 6           | Landesliga Hansa    | 08.   | -     | -               |
| 2003/04 | 6           | Landesliga Hansa    | 06.   | 53:35 | 54              |
| 2004/05 | 6           | Landesliga Hansa    | 17.   | 55:73 | 30              |
| 2005/06 | 7           | Bezirksliga Nord    | 01.   | 91:36 | 66              |
| 2006/07 | 6           | Landesliga Hammonia | 15.   | 39:54 | 36              |
| 2007/08 | 7           | Bezirksliga Nord    | 01.   | 72:17 | 70              |
| 2008/09 | 6           | Landesliga Hansa    | 05.   | 77:30 | 59              |
| 2009/10 | 6           | Landesliga Hansa    | 05.   | 56:37 | 51              |
| 2010/11 | 6           | Landesliga Hansa    | 09.   | 64:54 | 41              |
| 2011/12 | 6           | Landesliga Hansa    | 03.   | 51:27 | 57              |
| 2012/13 | 6           | Landesliga Hansa    | 08.   | 36:43 | 33              |
| 2013/14 | 6           | Landesliga Hansa    | 16.   | 31:97 | 12              |
| 2014/15 | 7           | Bezirksliga Ost     | 11.   | 42:50 | 32              |
| 2015/16 | 7           | Bezirksliga Ost     | 05.   | 58:31 | 55              |
| 2016/17 | 7           | Bezirksliga Ost     | 01.   | 82:24 | 67              |
| 2017/18 | 6           | Landesliga Hansa    | 10.   | 62:57 | 41              |
| 2018/19 | 6           | Landesliga Hansa    | 13.   | 43:68 | 26              |
| 2019/20 | 6           | Landesliga Hansa    | 07.   | 46:48 | 34              |
| 2020/21 | 6           | Landesliga Hansa    | 07.   | 8:6   | 6 (abgebrochen) |
| 2021/22 | 6           | Landesliga 3        | 05.   | 61:44 | 32              |
| 2022/23 | 6           | Landesliga Hansa    | 04.   | 84:51 | 52              |
| 2023/24 | 6           | Landesliga Hansa    | 04.   | 67:44 | 60              |
| 2024/25 | 6           | Landesliga Hansa    | 05.   | 79:60 | 51              |

| Saison  | Ligenniveau | Liga                    | Platz | Tore  | Punkte          |
| ------- | ----------- | ----------------------- | ----- | ----- | --------------- |
| 2001/02 | -           | Sonderstaffel           | ?     | -     | -               |
| 2002/03 | 6           | Bezirksliga (FB 02)     | 05.   | -     | -               |
| 2003/04 | 6           | Bezirksliga (FB 02)     | 02.   | -     | -               |
| 2004/05 | 5           | Landesliga (FL 01)      | 12.   | 23:73 | 7               |
| 2005/06 | 6           | Bezirksliga             | 06.   | 11:49 | 9               |
| 2006/07 | 7           | Sonderklasse 2.         | 02.   | 78:24 | 44              |
| 2007/08 | 7           | Sonderstaffel FS 02     | 04.   | 53:37 | 18              |
| 2008/09 | 6           | Bezirksliga FB 02       | 08.   | 28:32 | 20              |
| 2009/10 | 6           | Bezirksliga FB 02 Ost   | 06.   | 19:49 | 13              |
| 2010/11 | 6           | Bezirksliga Staffel Ost | 08.   | 22:45 | 15              |
| 2011/12 | 7           | Kreisliga Staffel Ost   | 09.   | 0:0   | 0               |
| 2012/13 | 7           | Kreisliga Staffel Ost   | 08.   | 24:41 | 17              |
| 2013/14 | 7           | Kreisliga Staffel Ost   | 04.   | 40:29 | 24              |
| 2014/15 | 7           | Kreisliga 03            | 03.   | 62:23 | 33              |
| 2015/16 | 7           | Kreisliga 03            | 01.   | 59:11 | 46              |
| 2016/17 | 6           | Bezirksliga Ost         | 05.   | 32:38 | 26              |
| 2017/18 | 6           | Bezirksliga Ost         | 04.   | 65:29 | 44              |
| 2018/19 | 6           | Bezirksliga Ost         | 03.   | 84:30 | 52              |
| 2019/20 | 6           | Bezirksliga Ost         | 04.   | 32:17 | 22              |
| 2020/21 | 6           | Bezirksliga Ost         | 09.   | 5:10  | 3 (abgebrochen) |
| 2021/22 | 6           | Bezirksliga Ost         | 07.   | 31:70 | 18              |
| 2022/23 | 6           | Bezirksliga Ost         | 07.   | 42:41 | 21              |
| 2023/24 | 6           | Bezirksliga Ost         | 07.   | 44:45 | 29              |
| 2024/25 | 6           | Bezirksliga Ost         | 08.   | 31:34 | 25              |

## Weitere Sportarten

### Tischtennis
Bereits in den 1960er Jahren bestand bei Fortuna Rahlstedt eine Tischtennisabteilung, die leistungsmäßig nicht über die unteren Spielklassen hinaus kam. Diese stellte nach der Fusion von Fortuna und Hansa die Tischtennisabteilung des Rahlstedter SC, stand aber weiterhin im sportlichen Schatten des Lokalrivalen Rahlstedter Tischtennis Club. Seit 2020 bilden beide Vereine eine Spielgemeinschaft. Diese TTSG Rahlstedt nimmt in der Spielzeit 2022/23 mit zwei Herren-Mannschaften, deren erste in der 2. Bezirksliga spielt, am Spielbetrieb teil.

### Darts
Im März 2024 wurde die Gründung einer Abteilung für Darts mit Spielbetrieb in den Räumen des Vereinsheims beschlossen. Der Spielbetrieb in der Bezirksliga des „Landes Dart Verband Hamburg“ begann am 3. September 2024 gegen die 2. Mannschaft des TSV Schwarzenbek.
Die erste Saison beendete des Team des Rahlstedter SC in der Bezirksliga des Landesdartverband Hamburg mit 41 Punkten auf dem vierten Tabellenrang.

## Ehemalige Sportarten

### Skat
Im November 1986 wurde im Rahlstedter SC eine Skatabteilung gegründet und trat 1987/88 in der Oberliga Nord an. 1992/93 stieg das Team in die 2. Bundesliga auf und 1995 gelang der Aufstieg bis in die höchste Spielklasse, die 1. Skatbundesliga. Dieses Niveau konnte bis zur Saison 1998/99 gehalten werden, als der Rahlstedter SC zurück in die 2. Bundesliga musste. Neben dem Ligabetrieb erreichte die Sparte fünfmal (1995, 1996, 1997, 2001 und 2002) die Teilnahme an den Deutschen Amateurmeisterschaften. 2012 musste sich das Team wegen eines zu klein gewordenen Kaders aus dem Spielbetrieb der 2. Liga zurückziehen und wurde auch als Vereinsabteilung nicht weitergeführt.

### eFootball
Die kurzlebige Sparte eFootball des Rahlstedter SC wurde 2020 gegründet. Bei diesem E-Sport wird über die Playstation die Fußballsimulation FIFA gespielt. Das Team spielte in der höchsten Spielklasse der League. 2023 gab es die Sparte nicht mehr.